# Ithomia panamensis
Ithomia panamensis är en fjärilsart som beskrevs av Bates 1836. Ithomia panamensis ingår i släktet Ithomia och familjen praktfjärilar. Inga underarter finns listade i Catalogue of Life.